# Саввушка
Са́ввушка (рос. Саввушка) — село у складі Зміїногорського району Алтайського краю, Росія. Адміністративний центр Саввушинської сільської ради.

## Населення
Населення — 1242 особи (2010; 1474 у 2002).
Національний склад (станом на 2002 рік):
- росіяни — 97 %